# Stipiturus ruficeps
Stipiturus ruficeps là một loài chim trong họ Maluridae.